# 张抡甲
张抡甲（？—？），山东金乡人，是一名清朝政治人物。
张抡甲曾于1765年接替赵廷健任崇明县知县一职，1766年由张世友接任。